# 니콜 빌더백
니콜 빌더백(Nicole Bilderback, 1975년 6월 10일 ~ )은 미국의 배우이다. 대한민국 서울특별시에서 태어나 미국인 가정에 입양되어 자랐다.

## 출연 작품

### 영화
- 클루리스 (1995)
- 브링 잇 온 (2000)
- 외인부대: 암살자들 (2014)

### 텔레비전
- 더 프레시 프린스 오브 벨 에어 (1995)
- 뱀파이어 해결사 (1998)
- 다크 엔젤 (2000-01)
- 도슨의 청춘일기 (2001-03)
- 브루클린 나인-나인 (2020)